# Pilisszántó
Pilisszántó is een plaats (község) en gemeente in het Hongaarse comitaat Pest. Pilisszántó telt 2203 inwoners (2001).